# Estadio Şükrü Saracoğlu
El Şükrü Saracoğlu Stadyumu es un estadio de fútbol en el barrio de Fenerbahçe, en el distrito municipal de Kadıköy perteneciente a la Gran Municipalidad de la ciudad de Estambul, Turquía (İstanbul Büyükşehir Belediyesi). Fue construido sin licencias necesarias. Fue inaugurado en 1907, ha sido renovado entre 1999 y 2003, por lo que aumentó su capacidad de espectadores.  Es el primer estadio en Turquía diseñado siguiendo la normativa vigente de la Federación Internacional de Fútbol, FIFA.  En dicho estadio disputa como local sus partidos el equipo de fútbol estambulita Fenerbahçe SK. 
El Fenerbahçe Şükrü Saracoğlu Stadyumu ha pasado por un proceso de reconstrucción integral, que consistía en la destrucción y demolición de cada soporte principal para ser reconstruido posteriormente, de manera escalonada. Este tipo de estadio parece ser único en Turquía. La sección VIP puede albergar hasta a 11 000 espectadores.  Esta capacidad incluye la de los palcos, equipados con TV, Internet, área de trabajo, instalaciones y muchos otros lujos, primeras en su clase en Turquía. La capacidad total del estadio es 50.509 espectadores. Albergó la final de la Copa de la UEFA en el año 2009.

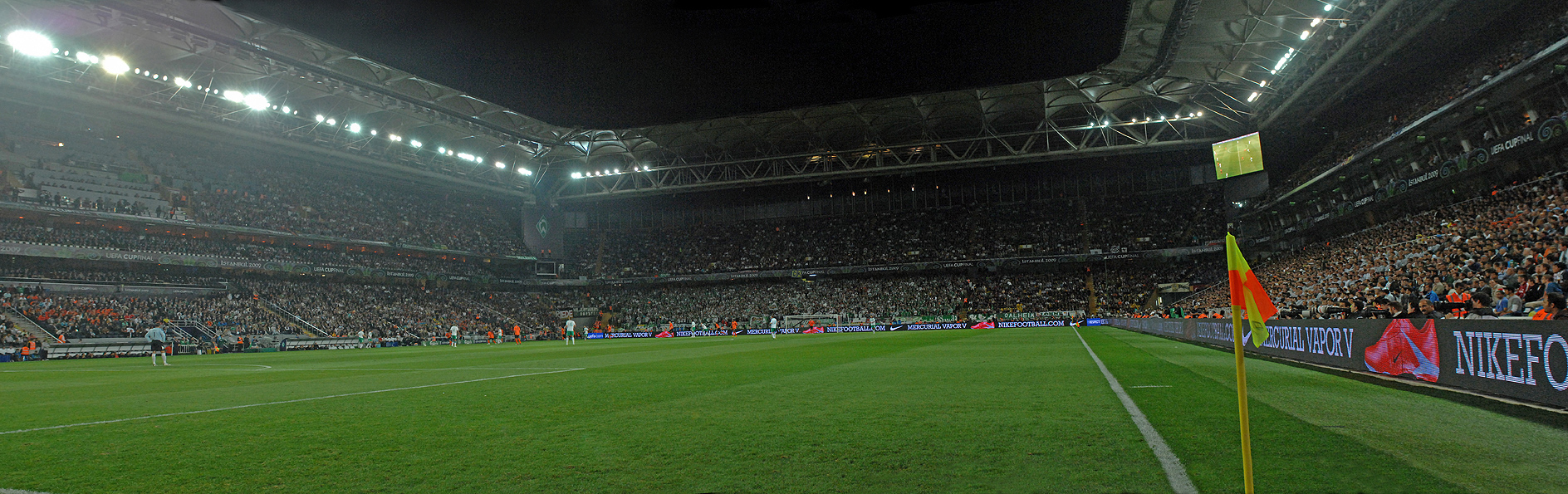
Imagen panorámica Estadio Şükrü Saracoğlu.